# Препараты для лечения нарушений эрекции
Препараты для лечения нарушений эрекции — это фармакологические средства, предназначенные для устранения нарушенной у мужчины способности достичь увеличения объёма своего полового члена, его отвердения и выпрямления на время, достаточное для совершения полового сношения, управления оргазмом, либо наоборот, для предотвращения болезнетворных последствий гиперэрегированного состояния члена. Неспособность к качественной эрекции в своей основе имеет не менее десятка причин, лишь некоторые из них преодолеваются с помощью медикаментов.

## Причины нарушенной эрекции
Известно, что к ряду таких причин относятся:
- слабое физическое развитие или физическая усталость[2],
- недостаточное питание[3],

- Эндокринные нарушения
  - гипогонадизм или недостаточный уровень тестостерона,
  - возрастные изменения, как возрастной андрогенный дефицит,
  - нарушение функции щитовидной железы, гиперпролактинемия, гиперкортицизм и т. д.,
- повреждение нервов таза (например, после удаления предстательной железы)[4],
- недостаточное кровоснабжение полового члена,
- психологические проблемы[5],
- побочные действия уже принимаемых лекарственных средств (например, антигипертензивных),
- стиль жизни (чрезмерное употребление алкоголя, наркотиков, курение, упорная мастурбация)[6][7]

## Место лекарственных препаратов в системе средств лечения нарушений эрекции
Препараты для лечения нарушений эрекции — не единственный способ, применяемый для решения этой проблемы. К числу таких способов относят следующие:
- устранение причины, вызвавшей нарушение эрекции,
- физические упражнения, особенно аэробика[8],
- медицинский совет: когда подозревается или не исключена психологическая причина в неспособности произвести эрекцию, а также для оказания помощи справиться с подавленным состоянием, рассматривается необходимость дачи медицинского совета.
- бытовые препараты и медикаментозные препараты для лечения нарушений эрекции,
- вакуумное лечение,[9]
- хирургические методы[10].

Как видно, на первых этапах, когда устраняются причины, лежащие в основе нарушения способности совершить половое сношение по причине отсутствия отвердения полового члена, медикаментозные препараты, как правило, не применяются. Скорее, лечится основное заболевание и дается медицинский совет лечения препаратами.

## Механизм действия препаратов для лечения нарушенной эрекции
Основная группа препаратов — это ингибиторы фосфодиэстеразы 5 (ФДЭ-5), одной из фосфодиэстераз (ФДЭ) циклических нуклеотидов, катализирующих гидролиз нуклеотидов цАМФ и цГМФ. ФДЭ существуют в разных молекулярных формах и неравномерно распределены по организму: так, ФДЭ-1 обнаруживается в гладкомышечных волокнах сосудов, мозге, сердце, лёгких, а ФДЭ-6 — в сетчатке глаза. ФДЭ-5 встречается не только в гладкомышечных волокнах кавернозных тел полового члена, но и в лёгких и ЖКТ.
При приёме ингибиторов ФДЭ-5 происходит блокирование действия соответствующего фермента, что, в свою очередь, приводит к увеличению количества циклического ГМФ и расслаблению гладких мышц в артериях полового члена. Последнее способствует наполнению пещеристых тел члена кровью. Препараты этой группы оказывают действие только тогда, когда мужчина находится в половом возбуждении, они не приводят к возникновению эрекции при отсутствии полового возбуждения. В зависимости от препарата, таблетку принимают за 20 мин. — 1 час перед ожидаемым половым сношением. Препарат может оказывать действие в течение 3-36 часов. Часть физиологического процесса, происходящего при эрекции, вовлекает высвобождение окиси азота в кровеносную сеть пещеристых тел, как результат полового возбуждения. Окись азота активирует фермент гуанилатциклазу, что проявляется в увеличении уровней циклического гуанозинмонофосфата (цГМФ), приводящего к расслаблению гладкой мускулатуры в кровеносных сосудах, снабжающих кавернозные тела, приводя к увеличению кровотока и эрекции.
Ингибиторы фосфодиэстеразы 5 подавляют разложение цГМФ с помощью фосфодиэстеразы 5 типа (ФДЭ 5), увеличивая приток крови к половому члену во время полового возбуждения. Дополнительно усиливается эффективность действия окиси азота, которая физиологически расширяет кровеносные сосуды кавернозных тел в составе полового члена.

## Побочные эффекты других препаратов, применяемых для учащения наступления эрекции и увеличения её интенсивности
Вероятно, наиболее часто используемым препаратом является алкоголь, который в низких концентрациях в крови производит растормаживание, а при больших концентрациях нарушает способность к осуществлению эрекции. Использование табака (например, курение сигарет) также подавляет половую функцию; частота импотенции на 85 % выше у мужчин-курильщиков по сравнению с некурильщиками. Применение некоторых андрогенных гормонов также способно изменить уровни полового возбуждения и уровни половой агрессии.
Многие другие препараты, как разрешенные к употреблению, так и незаконные, после продолжительного применения с целью учащения наступления эрекции и увеличения её интенсивности, обладают побочными эффектами, из которых наиболее частым было уменьшение полового влечения. К примеру, ряд запрещенных препаратов, известных за рубежом как MDMA, усиливают чувственные и эротические ощущения, хотя подавляют само половое сношение за счет вызывания временного нарушения эрекции. Другие похожие препараты, такие как GHB, обладают дурной славой за использование для приведения ничего не подозревающих жертв в состояние бесчувственности или тяжелого подавления и становиться легкой добычей для половых хищников. Многие антидепрессанты и противопсихозные препараты оказывают побочный эффект в виде уменьшения полового влечения.

## История
- Самые ранние попытки лечения нарушений способности полового члена мужчины увеличиваться в объёме, отвердевать и выпрямляться на время, достаточное для выполнения полового сношения, датируются в эпоху мусульманских врачей и фармацевтов в средневековом исламском мире. Они первыми назначали препараты по поводу этой проблемы и разработали несколько методов лечения этого состояния, включая метод лечения на основе одного препарата или комбинированный метод, когда назначали либо препарат, либо пищевой продукт. Большинство из этих препаратов были пероральными, хотя некоторых больных также лечили местными и трансуретральными способами. К числу мусульманских врачей и фармацевтов относились Мухаммад ибн Закариа Рази, Табиб бин Кура, Ибн Аль-Джаззара, Авиценна (Каноны Медицины), Аверроэс, Ибн-Аль-Баитар и Ибн аль-Нафис (Полная книга по Медицине).[11]
- В 1920-х и 1930-х годах в США доктор Джон Р. Бринкли начал бум исцеления мужской импотенции. Его радиопрограммы как путь к восстановлению мужских качеств рекомендовали дорогие имплантаты желёз козла и инъекции «меркурохрома», включая операции, проводимые хирургом С. А. Вороновым. После того, как Медицинский Комитет штата Канзас отозвал его медицинскую лицензию, а Федеральная Комиссия по Радио отказалась продлить его радиолицензию (оба эпизода произошли в 1930 г.), Бринкли переместил свои действия в Мексику, непосредственно через техасскую границу, где открыл медицинскую клинику и откуда он передавал свою рекламу в США с помощью приграничного громкоговорителя.
- С 1970-х годов хирурги приступили к обеспечению больных надувными имплантатами в половом члене.
- Современная медикаментозная терапия нарушений эрекции совершила существенный прогресс в 1983 г., когда британский физиолог Джайлз Бриндли[англ.]|, спустил свои брюки и продемонстрировал вызванную фентоламином эрекцию своего полового члена шокированной аудитории Американской Урологической Ассоциации. Тот препарат, который Бриндли ввел себе в половой член, был неспецифическим сосудорасширяющим альфа-блокатором, механизм действия которого явно был за счет расслабления гладкой мускулатуры в теле члена. Эффект, открытый Бриндли, установил основы для более поздних разработок специфических, безопасных, перорально-эффективных медикаментозных способов лечения[12].

## Систематическое положение препаратов для лечения нарушений эрекции
В Анатомо-терапевтическо-химической классификации эти препараты находятся в
- Основной анатомической группе G Мочеполовая система и половые гормоны,

- Терапевтическо-фармакологической группе G04 Препараты для лечения урологических заболеваний

- Группе препарата G04BE Препараты для лечения нарушений эрекции

## Средства, применяемые после того, когда препараты для лечения нарушенной эрекции окажутся неэффективны
Когда это случается, для достижения эрекции применяют вакуумные средства и хирургическое лечение.
- Вакуумные средства лечения нарушенной эрекции заключаются в помещении полового члена в вакуумное цилиндрическое приспособление, что стимулирует дополнительный приток крови к половому члену. У корня по размеру полового члена накладывают сжимающее кольцо, которое способствует поддержанию достигнутой эрекции[14]. Приспособление такого типа иногда называют «насосом» для полового члена, его применяют непосредственно перед половым сношением. Несколько типов приспособлений для вакуумного лечения, утвержденные Управлением по санитарному надзору за качеством пищевых продуктов и медикаментов США, отпускаются по рецепту врача. Такого типа насосы следует отличать от насосов, поставляемых без сжимающих колец, которые применяют не для временного лечения нарушения эрекции, а в претензии на увеличение длины и объёма полового члена при частом применении или для мастурбации.
- Хирургическое лечение применяется в случае, если другие способы оказались неэффективными. В немногих случаях в основе нарушения эрекции может быть сосудистая проблема, тогда проводится реконструкция сосудистой системы пещеристых тел. При более основательном подходе хирургическим путём в член помещают надуваемые или упругие имплантаты, хрящи или силиконовые стержни, которые необратимы и недешевы. Все эти механические методы, основанные на простых принципах гидравлики и механики, вполне надежны, но обладают своими недостатками[10].